# Ячейки Бенара
Ячейки Бенара или Рэлея — Бенара — возникновение упорядоченности в виде конвективных ячеек в форме цилиндрических валов или правильных шестигранных структур в слое вязкой жидкости с вертикальным градиентом температуры, то есть равномерно подогреваемой снизу.
Ячейками Бенара можно объяснить происхождение вулканических образований в форме пучка вертикальных колонн — такими являются памятники природы «Девилс-Тауэр» (США) и «Мостовая гигантов» (Северная Ирландия).
Управляющим параметром самоорганизации служит градиент температуры. Вследствие подогрева в первоначально однородном слое жидкости начинается диффузия из-за возникшей неоднородности плотности. При преодолении некоторого критического значения градиента, диффузия не успевает привести к однородному распределению температуры по объёму. Возникают цилиндрические валы, вращающиеся навстречу друг другу (как сцепленные шестерёнки). При увеличении градиента температуры возникает второй критический переход. Для ускорения диффузии каждый вал распадается на два вала меньшего размера. При дальнейшем увеличении управляющего параметра валы дробятся и в пределе возникает турбулентный хаос, что отчетливо видно на бифуркационной диаграмме или дереве Фейгенбаума.
В тонком слое при подогреве снизу образуются ячейки правильной гексагональной формы, внутри которых жидкость поднимается по центру и опускается по граням ячейки. Такая постановка эксперимента исторически была первой, однако здесь на самом деле наблюдается конвекция Марангони, возникающая за счёт действия сил поверхностного натяжения и зависимости их от температуры жидкости.

## Аналитическое решение задачи (задача Рэлея)
Важным в задаче о конвекции в плоском слое является тот факт, что для записи её в приближении Буссинеска возможно получить точное аналитическое решение уравнений гидродинамики. Правда, простое точное решение удаётся найти лишь при абстрактной постановке с двумя свободными недеформируемыми границами слоя (как сверху, так и снизу), более реалистичные варианты таких решений не имеют (но для них хорошо работают приближённые аналитические методы, например метод Галёркина).
Приведём здесь решение задачи. Примем, что ось z направлена вверх, перпендикулярно слою, оси x и y параллельны границе. Начало координат удобно выбрать на нижней границе слоя. Исходные уравнения конвекции:
{\displaystyle {\frac {\partial {\vec {v}}}{\partial t}}+({\vec {v}}\cdot \nabla ){\vec {v}}=-{\frac {1}{\rho _{0}}}\nabla p+\nu \Delta {\vec {v}}-\beta T{\vec {g}},}
{\displaystyle {\frac {\partial T}{\partial t}}+{\vec {v}}\cdot \nabla T=\chi \Delta T,}
{\displaystyle \operatorname {div} {\vec {v}}=0.}
Безразмерная форма уравнений конвекции для малых возмущений равновесия, в предположении экспоненциального роста возмущений во времени (т. н. «Нормальные» возмущения) — {\displaystyle {\vec {v}},\theta \sim e^{\lambda t}}:
{\displaystyle {\frac {\lambda }{Pr}}{\vec {v}}=-\nabla p+\Delta {\vec {v}}+Ra\theta {\vec {e}}_{z},}
{\displaystyle \lambda \theta =\Delta \theta +{\vec {v}}\cdot {\vec {e}}_{z},}
{\displaystyle \operatorname {div} {\vec {v}}=0,}
где {\displaystyle {\vec {e}}_{z}} — единичный вектор оси z, {\displaystyle Pr,Ra} — соответственно число Прандтля и число Рэлея, {\displaystyle \lambda } — инкремент (скорость роста) возмущений. После обезразмеривания переменная z изменяется от 0 до 1. Т. н. «Нормальные» возмущения являются частными решениями линейной системы дифференциальных уравнений, и поэтому находят широкое применение при исследовании задач в самых различных областях.
Постановка граничных условий производится в предположении, что обе границы недеформируемые, но свободные — при этом отсутствуют касательные напряжения в жидкости. Граничные условия:
{\displaystyle {\vec {v}}\cdot {\vec {e}}_{z}=0}, — недеформируемость границ.
{\displaystyle \sigma _{xz}=\sigma _{yz}=0}, — отсутствие касательных напряжений. Так как считаем, что работаем с жидкостью, для которой справедливо уравнение Навье — Стокса, то можем явно записать вид тензора вязких напряжений и получить граничные условия для компонент скорости.
{\displaystyle \sigma _{ij}=\eta \left({\frac {\partial v_{i}}{\partial x_{j}}}+{\frac {\partial v_{j}}{\partial x_{i}}}\right)} — закон Навье,
Принимая обозначения для компонент скорости: {\displaystyle {\vec {v}}=\left\{u,v,w\right\}}, перепишем граничное условие для касательных напряжений в терминах скорости:
{\displaystyle {\frac {\partial u}{\partial z}}=0,}
{\displaystyle {\frac {\partial v}{\partial z}}=0}.
Для возмущений температуры на границе принимается нулевое значение. В итоге, система граничных условий задачи такова:
{\displaystyle z=0,1:}
{\displaystyle w=0;{\frac {\partial u}{\partial z}}={\frac {\partial v}{\partial z}}=0;\theta =0}
Теперь, предполагая возмущения нормальными по пространству — {\displaystyle {\vec {v}},p,\theta \sim e^{\lambda t}e^{i{\vec {k}}\cdot {\vec {r}}}} (здесь {\displaystyle {\vec {k}}} — волновой вектор возмущения, параллельный плоскости {\displaystyle xy}) и заменяя операторы дифференцирования — {\displaystyle \Delta ={\frac {\partial ^{2}}{\partial z^{2}}}-k^{2},\nabla =\left\{i{\vec {k}};{\frac {\partial }{\partial z}}\right\}}, можем переписать систему уравнений конвекции в виде системы ОДУ:
{\displaystyle {\frac {\lambda }{Pr}}{\vec {v}}=-\nabla p+\Delta {\vec {v}}+Ra\theta {\vec {e}}_{z},}
{\displaystyle \lambda \theta =\Delta \theta +w,}
{\displaystyle \operatorname {div} {\vec {v}}=0.}
Взяв двойной ротор от первого уравнения и спроектировав его на ось z, получим окончательную систему уравнений для возмущений:
{\displaystyle {\frac {\lambda }{Pr}}\Delta w=\Delta ^{2}w+k^{2}Ra\theta ,}
{\displaystyle \lambda \theta =\Delta \theta +w.}
Исходя из граничных условий, а также из того, что все производные в системе чётного порядка, удобно представить решение в виде тригонометрических функций:
{\displaystyle w=a\sin n\pi z,}
{\displaystyle \theta =b\sin n\pi z,}
где n — целое число. Решение в виде синусов удовлетворяет сразу всем граничным условиям.
Далее, обозначая {\displaystyle D=n^{2}\pi ^{2}+k^{2}}, и подставляя предполагаемый вид решения в уравнения, получим линейную однородную алгебраическую систему для a, b. Из её определителя можно выразить зависимость {\displaystyle Ra(\lambda )}:
{\displaystyle Ra(\lambda )={\frac {1}{Prk^{2}}}\left(D\lambda ^{2}+D^{2}(1+Pr)\lambda +PrD^{3}\right)}
Полагая здесь {\displaystyle \lambda =0} — граница монотонной устойчивости, невозрастание нормальных возмущений — получим формулу для определения критического числа Рэлея n-ой моды возмущений:
{\displaystyle Ra^{*}={\frac {(k^{2}+n^{2}\pi ^{2})^{3}}{k^{2}}}.}
Наименьшее число Рэлея получится при {\displaystyle n=1}. Минимум зависимости, как несложно убедиться, приходится на {\displaystyle k={\frac {\pi }{\sqrt {2}}}}, а само минимальное число Рэлея равно {\displaystyle Ra^{*}={\frac {27}{4}}\pi ^{4}\approx 657}. В соответствии с критическим волновым числом в слое возникают структуры в виде валов ширины {\displaystyle {\sqrt {2}}} (в безразмерных единицах).
Для задач с другими вариантами границ критическое число Рэлея оказывается выше. К примеру, для слоя с двумя твёрдыми границами оно равно 1708, для слоя с твёрдой верхней и свободной нижней границами — 1156, меняются и критические волновые числа. Однако качественно картина конвективных валов не изменяется.